# Stazione meteorologica di Cimolais
La stazione meteorologica di Cimolais è la stazione meteorologica di riferimento relativa alla località di Cimolais.

## Coordinate geografiche
La stazione meteorologica si trova nell'area climatica dell'Italia nord-orientale, nel Friuli-Venezia Giulia, in provincia di Pordenone, nel comune di Cimolais, a 652 metri s.l.m. e alle coordinate geografiche 46°18′N 12°26′E.

## Dati climatologici
In base alla media trentennale di riferimento 1961-1990, la temperatura media del mese più freddo, gennaio, si attesta a -1,6 °C, quella del mese più caldo, luglio, è di +20,1 °C
.
| Cimolais           | Mesi | Mesi | Mesi | Mesi | Mesi | Mesi | Mesi | Mesi | Mesi | Mesi | Mesi | Mesi | Stagioni | Stagioni | Stagioni | Stagioni | Anno |
| Cimolais           | Gen  | Feb  | Mar  | Apr  | Mag  | Giu  | Lug  | Ago  | Set  | Ott  | Nov  | Dic  | Inv      | Pri      | Est      | Aut      | Anno |
| ------------------ | ---- | ---- | ---- | ---- | ---- | ---- | ---- | ---- | ---- | ---- | ---- | ---- | -------- | -------- | -------- | -------- | ---- |
| T. max. media (°C) | 1,9  | 6,0  | 10,9 | 15,9 | 19,3 | 23,4 | 26,3 | 25,7 | 22,5 | 16,1 | 8,6  | 3,8  | 3,9      | 15,4     | 25,1     | 15,7     | 15,0 |
| T. min. media (°C) | −5,0 | −3,3 | 0,1  | 4,9  | 8,7  | 12,1 | 13,9 | 13,6 | 11,2 | 6,1  | 0,7  | −2,5 | −3,6     | 4,6      | 13,2     | 6,0      | 5,0  |